# Greenleaf Cycle Company
Greenleaf Cycle Company war ein US-amerikanischer Hersteller von Fahrzeugen.

## Unternehmensgeschichte
H. S. Clawson und sein Sohn Smith T. Clawson betrieben ab 1898 Clawson & Son. Eine Reorganisation führte 1900 zum neuen Unternehmen. Der Sitz war in Lansing in Michigan. Hauptsächlich beschäftigten sie sich mit der Herstellung und der Reparatur von Fahrrädern. 1902 entstanden auch einige Automobile. Die ersten beiden wurden auf dem National Grange Meeting ausgestellt. Der Markenname lautete Greenleaf.
Nach 1906 verliert sich die Spur des Unternehmens.

## Kraftfahrzeuge
Ein Zweizylindermotor mit 10 PS Leistung war liegend unter den vorderen Sitzen montiert. Er trieb über ein Dreiganggetriebe die Hinterachse an. Das Fahrgestell hatte 198 cm Radstand. Der offene Aufbau in Form eines Surrey bot Platz für vier Personen. Das Leergewicht war mit 1750 Pounds angegeben. Das entspricht etwa 794 kg. Der Neupreis betrug 1750 US-Dollar, also 1 Dollar pro Pound. Er war laut einer Quelle viel zu hoch für einen größeren Markterfolg. Eine andere Quelle sieht eine Ähnlichkeit zum damaligen Cadillac, der nur 850 Dollar kostete.